# 卡萊西亞
卡莱西亚是波斯尼亚和黑塞哥维那实体之一波黑联邦圖茲拉州的市镇。市镇面积为201平方公里，2013年人口数量为33,053人。

## 历史
在南斯拉夫內戰期間，卡莱西亞是最早被塞爾維亞人進攻的波斯尼亞城鎮。1992年5月23日，波斯尼亞軍隊奪回了卡莱西亞。
战后规划了波黑的行政区划，卡莱西亚市镇的71平方公里的土地划分给塞族共和國，并设立为新的奥斯马齐市镇。

## 人口
2013年的人口普查中卡莱西亚市镇有33,053名居民:
- 32,227 波族 (97,5%)
- 254 塞族 (0,76%)
- 20 克族 (0,06%)
- 552 其他 (1,67%)